# Antley-Bixler-Syndrom
Das Antley-Bixler-Syndrom (ABS) ist ein sehr seltenes angeborenes Dysmorphiesyndrom mit den Hauptmerkmalen Kraniosynostose, Kampomelie (Verbiegung der Ober- und Unterschenkel) und Ellbogenaplasie (humero-radiale Synostose).
Das Antley-Bixler-Syndrom ist benannt nach den US-amerikanischen Humangenetikern Ray M. Antley und David Bixler, die das Syndrom 1975 erstmals beschrieben.

## Verbreitung
Die Häufigkeit wird mit unter 1 zu 1.000.000 angegeben, es wurden etwa 50 Fälle in der Fachliteratur publiziert. Die Vererbung erfolgt autosomal-rezessiv.
Sowohl das weibliche als auch das männliche Geschlecht kann betroffen sein.

## Klinische Merkmale
Das Antley-Bixler-Syndrom ist charakterisiert durch
- eine Kraniosynostose, das heißt eine vorzeitige Verknöcherung von Schädelnähten,
- eine Hypoplasie des Mittelgesichts,
- durch das Fehlen oder eine Verengung der hinteren Nasenöffnung (Choanalatresie oder Choanalstenose),
- durch Synostosen von Oberarmknochen und Speiche oder Speiche und Elle (humeroradiale oder Radioulnare Synostosen)
- durch eine Verbiegung des Oberschenkelknochen und
- durch Gelenkkontrakturen.[5]

Bei einem Teil der Patienten kommen Anomalien des Urogenitalsystems mit intersexuellem Genitale vor.

## Formen und Ursachen
Das Antley-Bixler-Syndrom ist genetisch heterogen. Es wurden 2 Typen unterschieden:
- Typ I oder ABS1, Synonyme: Antley-Bixler-Syndrom Typ 2; Antley-Bixler-Syndrom, POR-abhängiges, Cytochrom-POR-Mangel, wird jetzt als Antley-Bixler ähnliches-Syndrom abgegrenzt.[6] Es wird durch Mutationen im POR-Gen verursacht. POR kodiert für das Enzym NADPH-Cytochrom-P450-Oxidoreduktase, das beim Menschen auf Chromosom 7 q11.23 lokalisiert ist. Der Typ I des Antley-Bixler-Syndroms ist gekennzeichnet durch eine zusätzliche Störung der Steroid-Biosynthese.[7]

- Typ II oder ABS2, das eigentliche Antley-Bixler-Syndrom wird durch Mutationen im FGFR2-Gen verursacht. Das Gen kodiert für den Fibroblasten-Wachstumsfaktor-Rezeptor 2 (engl. Fibroblast growth factor receptor 2), beim Menschen auf dem langen Arm von Chromosom 10 Genort q26.13) lokalisiert. Hier ist die Steroid-Biosynthese nicht gestört.[8]

Darüber hinaus wurde beobachtet, dass die Einnahme von Fluconazol, einem Antimykotikum, in der frühen Schwangerschaft, beim Kind zum Phänotyp des Antley-Bixler-Syndroms führen kann.

## Therapie und Prognose
Eine kausale Therapie ist nicht bekannt, so dass nur eine symptomatische Therapie erfolgen kann. Die Prognose ist vor allem aufgrund von Atemkomplikationen schlecht. Die meisten Patienten starben bereits im Kleinkindalter.

## Weiterführende Literatur
- R. A. Pagon, T. D. Bird: Cytochrome P450 Oxidoreductase Deficiency. GeneReviews, University of Washington, Seattle; letztes Update am 18. August 2009. PMID 20301592
- N. H. Robin, M. J. Falk: FGFR-Related Craniosynostosis Syndromes. GeneReviews, University of Washington, Seattle; letztes Update am 7. Juni 2011. PMID 20301628
- F. D. Porter, G. E. Herman: Malformation syndromes caused by disorders of cholesterol synthesis. In: Journal of lipid research. Band 52, Nummer 1, Januar 2011, S. 6–34, ISSN 0022-2275. doi:10.1194/jlr.R009548. PMID 20929975. PMC 2999931 (freier Volltext). (Review).
- D. Cragun, R. J. Hopkin: Use of the term "Antley-Bixler syndrome": minimizing confusion. In: American Journal of Human Genetics. Band 77, Nummer 2, August 2005, S. 327–328, ISSN 0002-9297. doi:10.1086/432164. PMID 16145814. PMC 1224535 (freier Volltext).
- H. S. Hosalkar, H. S. Shah u. a.: The Antley-Bixler syndrome: two new cases. In: Journal of postgraduate medicine. Band 47, Nummer 4, 2001 Oct-Dec, S. 252–255, ISSN 0022-3859. PMID 11832641. (Review).
- K. M. Rumball, E. Pang, R. M. Letts: Musculoskeletal manifestations of the Antley-Bixler syndrome. In: Journal of pediatric orthopaedics. Part B. Band 8, Nummer 2, April 1999, S. 139–143, ISSN 1060-152X. PMID 10218180. (Review).
- L. Bottero, G. Cinalli u. a.: Antley-Bixler syndrome. Description of two new cases and a review of the literature. In: Child's nervous system : ChNS : official journal of the International Society for Pediatric Neurosurgery. Band 13, Nummer 5, Mai 1997, S. 275–280, ISSN 0256-7040. PMID 9224917. (Review).